# 북제주군 을
북제주군 을은 대한민국의 옛 국회의원 선거구이다. 당시 제주도 북제주군의 일부 지역을 관할했다.

## 역사
제헌 국회의원 선거를 앞두고 북제주군의 일부 지역을 관할하는 선거구로 신설되었다. 신설 당시 북제주군 애월면, 한림면, 추자면을 관할했다.
1955년 9월, 북제주군 제주읍이 제주시로 승격되었으며 이에 제4대 국회의원 선거를 앞두고 실시된 선거구 개편으로 북제주군 전 지역이 하나의 선거구를 형성하게 됨에 따라 폐지되었다.

## 역대 국회의원
| 선거   | 정당 | 정당       | 의원   |
| ------ | ---- | ---------- | ------ |
| 1949년 |      | 대한청년단 | 양병직 |
| 1950년 |      | 무소속     | 강창용 |
| 1954년 |      | 무소속     | 김두진 |

## 역대 선거 결과

### 대한민국 제헌 국회의원 선거
|  | 24.22% |

|  | 19.97% |

|  | 16.88% |

|  | 16.53% |

|  | 8.34% |

|  | 6.12% |

|  | 5.16% |

|  | 2.75% |

### 대한민국 제2대 국회의원 선거
|  | 19.28% |

|  | 16.13% |

|  | 14.99% |

|  | 12.15% |

|  | 11.81% |

|  | 8.47% |

|  | 7.60% |

|  | 4.11% |

|  | 3.75% |

|  | 1.65% |

### 대한민국 제3대 국회의원 선거
|  | 23.60% |

|  | 22.40% |

|  | 21.42% |

|  | 21.02% |

|  | 11.54% |